# NGC 769
NGC 769 é uma galáxia espiral (Sc) localizada na direcção da constelação de Triangulum. Possui uma declinação de +30° 54' 35" e uma ascensão recta de 1 horas, 59 minutos e 35,8 segundos.
A galáxia NGC 769 foi descoberta em 5 de Novembro de 1882 por Édouard Jean-Marie Stephan.